# Markus Zimmer (Filmproduzent)

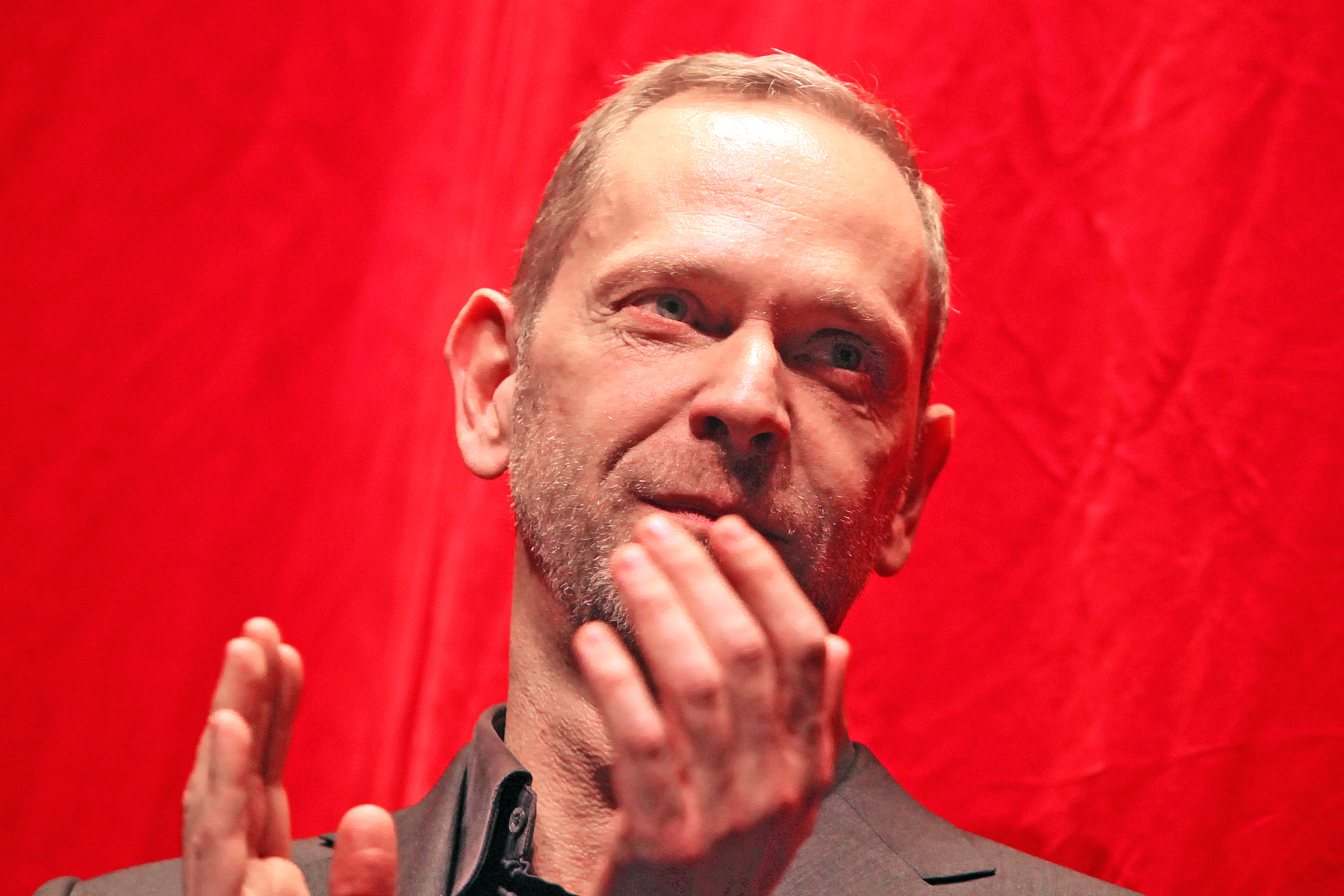
Markus Zimmer (2015)

Markus Zimmer (* 22. Juni 1966 in Siegen, Nordrhein-Westfalen) ist ein deutscher Filmproduzent.

## Leben
Nach Diplom-Abschluss seines Studiums der Betriebswirtschaftslehre an der Universität zu Köln besuchte er von 1992 bis 1996 die Filmhochschule München, Abteilung Produktion und Medienwirtschaft. Von 1999 bis 2016 leitete er als Geschäftsführer den Concorde Filmverleih in Grünwald bei München, von 2018 bis 2021 als Geschäftsführer die Bavaria Filmproduktion, einem Tochterunternehmen der Bavaria Film, in Geiselgasteig bei München.

## Filmografie als Produzent
- 2001: Vortex (Regie: Michael Pohl, Fantasy Film Festival 2001)
- 2003: Rosenstraße (Regie: Margarethe von Trotta), Wettbewerbsbeitrag der Filmfestspiele Venedig 2003 (Preis an Hauptdarstellerin Katja Riemann als Beste Schauspielerin, David di Donatello Award 2003 als Bester Ausländischer Film)
- 2004: Bergkristall (Regie: Joseph Vilsmaier)
- 2006: Die Wolke (Regie: Gregor Schnitzler, Bayerischer Filmpreis Bester Jugendfilm 2007, Nominierung Deutscher Filmpreis 2007)
- 2006: Ich bin die Andere (Regie: Margarethe von Trotta, Internationales Filmfestival Toronto 2006)
- 2008: Die Geschichte vom Brandner Kaspar (Regie: Joseph Vilsmaier, Bayerischer Filmpreis 2009 an die Hauptdarsteller Franz Xaver Kroetz und Bully Herbig)
- 2009:  Vision – Aus dem Leben der Hildegard von Bingen (Regie: Margarethe von Trotta, Internationales Filmfestival Toronto 2009, Bayerischer Filmpreis 2010 für Hauptdarstellerin Barbara Sukowa)
- 2010: Jud Süß – Film ohne Gewissen (Regie: Oskar Roehler, Wettbewerbsbeitrag Internationale Filmfestspiele Berlin 2010)
- 2012: Bavaria – Traumreise durch Bayern (Regie: Joseph Vilsmaier)
- 2013: Rubinrot (Regie: Felix Fuchssteiner und Katharina Schöde)
- 2013: Spieltrieb (Regie: Gregor Schnitzler, Montreal World Film Festival 2013, Palm Springs International Film Festival 2014)
- 2014: Saphirblau (Regie: Felix Fuchssteiner und Katharina Schöde)
- 2015: Die abhandene Welt (Regie: Margarethe von Trotta, Internationale Filmfestspiele Berlin 2015 – Berlinale Special)
- 2016: Radio Heimat (Regie: Matthias Kuschmann)
- 2016: Smaragdgrün (Regie: Felix Fuchssteiner und Katharina Schöde)
- 2020: Enfant Terrible (Regie: Oskar Roehler, Official Selection Internationale Filmfestspiele Cannes 2020, Eröffnungsfilm Filmfest Hamburg 2020, Deutscher Filmpreis 2021 an Hauptdarsteller Oliver Masucci)
- 2021: Bekenntnisse des Hochstaplers Felix Krull (Regie: Detlev Buck)
- 2022: Das Privileg (Regie: Felix Fuchssteiner und Katharina Schöde, Netflix-Produktion)